# Lions and Shadows
Lions and Shadows, med undertiteln An Education in the Twenties, är en autofiktiv roman av den brittiske författaren Christopher Isherwood. Romanen publicerades första gången 1938, men har inte översatts till svenska. Den skildrar Isherwoods skoltid, och innehåller flera av Isherwoods vänner i lätt förklädda fiktiva gestalter. Isherwood konstaterade själv att man inte skall se romanen som en självbiografi, utan att han har dramatiserat sitt eget liv och att allt inte är sant.

## Bakgrund
Isherwood var en del av den så kallade Audengenerationen, tillsammans med bland andra W. H. Auden, Stephen Spender och Louis MacNeice. De flesta av författarna i gruppen har författat autofiktiva verk, eller rena självbiografier, där de andra författarna i gruppen framträder. Först att göra detta var Auden, i den fjärde delen av Letter to Lord Byron. Anledningen konstaterade Auden var att Isherwood redan hade tillkännagivit att han också skulle författa ett självbiografiskt verk, och att Auden kände sig tvungen att framställa sig själv först innan någon annan gjorde det. Både Auden och Isherwood var homosexuella, och Auden var rädd att Isherwood skulle kunna skriva något om detta - som var olagligt i Storbritannien:

So I sit down this fine September morning
To tell my story. I've another reason.
I've lately had a confidential warning
That Isherwood is publishing next season
A book about us all. I call that treason.
I must be quick if I'm to get my oar in
Before his revelations bring the law in.

Audens rädsla för att Isherwood skulle skildra deras homosexualitet var dock obefogad. Förutom några korta skildringar av heterosexuella relationer, samt en kort antydan om Audens fiktiva motsvarighets syn på sex, behandlar inte verket sexualitet i hög grad.
Audens verk publicerades 1937, och Lions and Shadows 1938. Båda författarna var då blott i början av sin karriär. Isherwood hade ännu inte publicerat sitt mest kända verk, Farväl till Berlin. Fenton konstaterar i inledningen till en nyutgåva av verket att, för två så unga författare, "det var något fräckt i att dessa två vänner - dessa två tillfälliga älskare - satt ner för att redogöra för hur de kom att bli Poet och Romanförfattare."

## Handling
Lions and Shadows skildrar först och främst romanförfattaren Isherwoods undervisning och skoltid under början av 20-talet. Isherwood konstaterar i sitt förord att "its sub-title explains its purpose: to describe the first stages in a lifelong education—the education of a novelist. A young man living at a certain period in a certain European country, is subjected to a certain kind of environment, certain stimuli, certain influences. That the young man happens to be myself is only of secondary importance."
Varken Isherwoods fader, som dog i första världskriget, moder eller bror förekommer. Självbiografin är kraftigt begränsad till att skildra skoltiden. Undervisningstekniker och skolan som institution skildras nära, och Isherwood målar upp porträtt av flera av sina lärare - både de han uppskattade och de han ogillade. Framförallt ges ingående beskrivningar av Mr Holmes, som är baserad på Graham Burrel Smith. Den skotske filosofen W. B. Gallie har också skildrat Smith. Dessutom skildrar Isherwood den tid då han själv arbetar som informator.
Flera av Isherwoods närmsta vänner förekommer i förklädd variant med andra namn: Auden kallas för Hugh Weston, Spender för Stephen Savage och Edward Upward för Allen Chalmers. Chalmers ifrågasätter i romanen vad skolan i grunden står för, såväl grundskolan Repton som Cambridge. Han gör uppror mot det han kallar the Poshocracy, överklassbarn som älskar sport och umgås i klaner. För Chalmers är upproret den enda vägen framåt. Chalmers och Isherwood skapar under skoltiden en egen värld, som också blir till en litterär värld: Mortmere. Isherwood skildrar även en hel del av deras idéer om denna privata värld. Upward (Chalmers) blev aldrig lika framgångsrik som Isherwood (även om han nått viss berömdhet som den förmodligen äldsta brittiska författaren), men publicerade en av Mortmere-berättelserna - under namnet Chalmers. I romanen delger Isherwood dessutom flera dikter från Audens barndom, som aldrig publicerats annorstädes. Isherwood ger en bild av Audens barndom som framstår som unik.

## Genre och namn
Isherwood konstaterar själv att romanen inte är någon självbiografi, i "the ordinary journalistic sense of the word". "It is not even entirely 'true'." Han konstaterar också att han var tvungen att dramatisera sitt eget liv, för att någon alls skulle orka läsa det. Därför måste man också läsa det som en roman: "I have used a novelist's license in describing my incidents and drawing my characters. [They] are all caricatures."
Romanen närmar sig på flera ställen metafiktion. Dels förekommer Isherwoods andra verk, men dessutom handlar den om författandet av Lions and Shadows: "On the seventh of January I finished Lions and Shadows. […] Even as I toiled my way through the last chapter to the last page, I knew, in my heart, that it was no good. Isherwood ger dock upp författandet av romanen, eftersom det "was much less a work of art than a symptom […] Lions and Shadows was, in fact, a very typical specimen of the 'cradle-to-coming-of-age' narrative which young men like myself were producing in thousands of variations."
Här får läsaren också veta varifrån titeln kommer: 
The title was taken from a passage in Fiery Particles, by C. E. Montague (himself pre-eminently a writer of war stories): 'arrant lovers of living, mighty hunters of lions or shadows…' So far as I know, it has never been used on the cover of a published book: I hit upon it with a lot of pride. Actually, it would have been hard to discover a less suitable name for my novel. It was simply an emotional, romantic phrase which pleased me, without my consciously knowing why, because of its private reference to something buried deep within myself, something which made me feel excited and obscurely ashamed.

## Mottagande
W. Somerset Maugham konstaterade, efter att ha läst romanen, att "that young man holds the future of the English novel in his hands."